# Кожевниково (Рыбинский район)
Кожевниково — деревня Арефинского сельского поселения Рыбинского района Ярославской области.
Деревня расположена на расстоянии около 1 км на север от центра сельского поселения села Арефино. Через Кожевниково проходит одна из дорог от деревни Харино к Арефино. К востоку от Кожевниково лежит обширный лесной масив, бассейн рек Вослома, Вогуй и других притоков Ухры .
Деревня Кожевникова указана на плане Генерального межевания Рыбинского уезда 1792 года. 
На 1 января 2007 года в деревне Кожевниково числилось 19 постоянных жителей . Почтовое отделение, расположенное в центре сельского поселения селе Арефино обслуживает в деревне Кожевниково 20 домов .